# Lymantria dispar

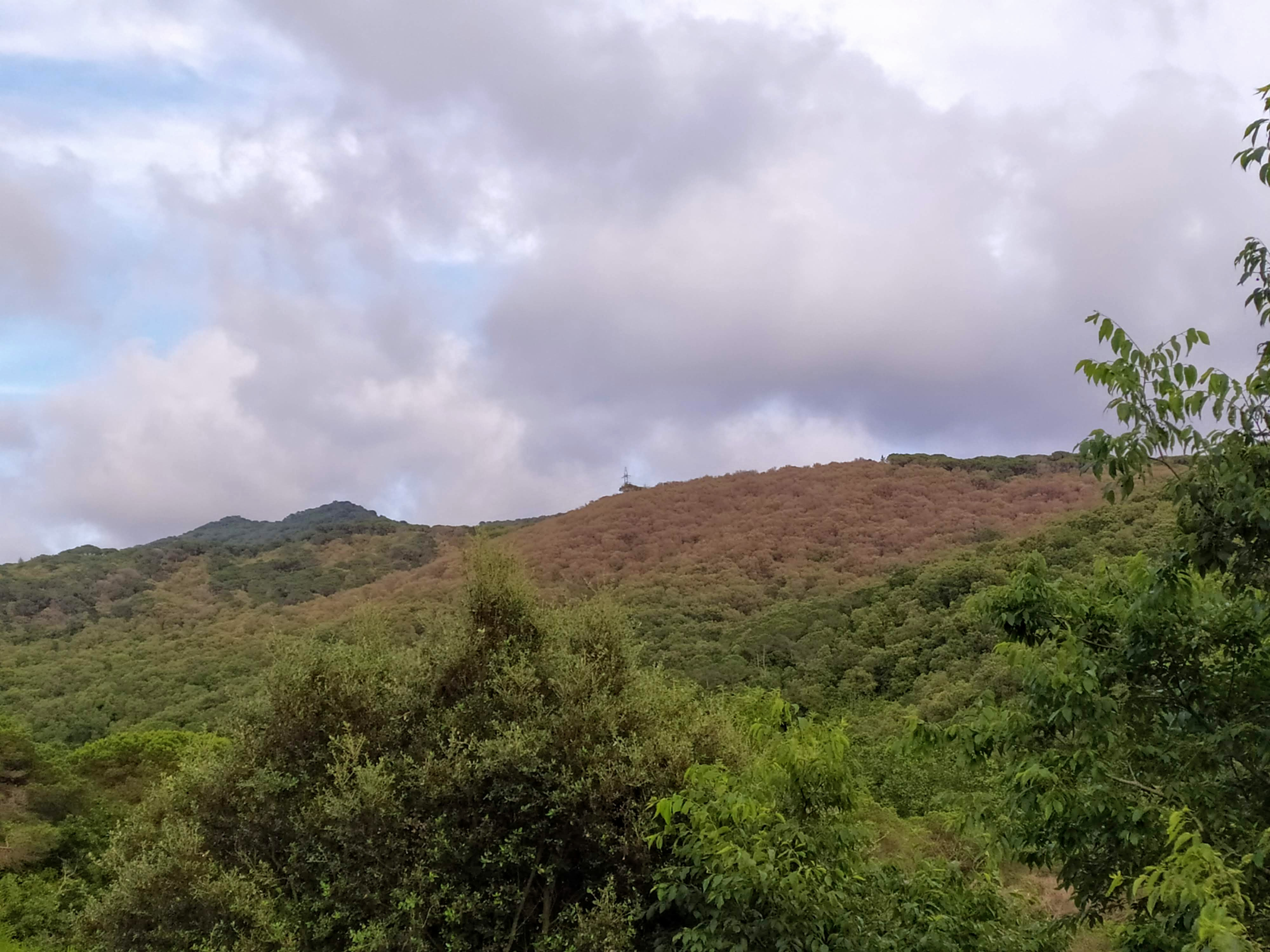
Paisaje de las Sierras del litoral septentrional con alcornoques mediterráneos afectados por esta oruga

La lagarta peluda (Lymantria dispar Linnaeus) es un lepidóptero de la familia Erebidae (antes Lymantriidae), de origen eurásico. Originalmente hallada de Europa a Asia, siendo introducida a Norteamérica a fines de la década de 1860, ampliando su distribución geográfica. En inglés se la conoce como polilla gitana (gypsy moth).
En su estadio de imago tiene un marcado dimorfismo sexual, la hembra tiene alas características de color blanco; además es muy torpe, las de la subespecie Lymantria dispar dispar son incapaces de volar. Su ciclo completo dura un año. 
Las mariposas se aparean en julio, colocando la puesta en forma de característicos plastones de color amarillo. Los huevos son muy resistentes al frío. Ya en primavera eclosionan los huevos, y nacen las orugas, que pasan cuatro o cinco mudas hasta llegar a la fase de imago. Se trata de un defoliador, que en España ataca principalmente al género Quercus, aunque puede atacar a otras frondosas.

## Etimología
El orden Lepidoptera contiene polillas y mariposas caracterizadas por tener metamorfosis completa: las larvas se transforman en pupas y luego completan su metamorfosis en polillas adultas o mariposas. Las larvas de la lagarta peluda se llaman comúnmente en Estados Unidos "tussock moths" (oruga matojo) debido a sus mechones de pelo.
El término Lymantria dispar se compone de dos palabras derivadas del latín. Lymantria significa 'destructor', y la palabra dispar deriva de la propia palabra latina que significa 'separar', remarcando las diferentes características entre los dos sexos.
La lagarta peluda de América del Norte y la lagarta peluda europea son de la misma especie, a menudo aparece citada como Lymantria dispar dispar. A menudo se mantiene la confusión acerca de la clasificación en especies y subespecies. El Departamento de Agricultura de Estados Unidos define la lagarta peluda asiática como "cualquier biotipo de Lymantria dispar en la que posee capacidad de vuelo el sexo femenino", a pesar de que la Lymantria dispar asiatica no es la única subespecie clasificada en la que la hembra es capaz de volar. Tradicionalmente, Lymantria dispar se ha denominado como "lagarta peluda" incluso cuando se refiere a la lagarta peluda japonesa, india y asiática.: 5 

## Especie invasora
El entomólogo aficionado francés Étienne Léopold Trouvelot (1827-1895), por motivos que nunca se han esclarecido, introdujo la especie en los Estados Unidos a mediados de la década de 1860. Desde entonces, la imparable expansión de estas polillas viene causando daños millonarios en los bosques madereros de Norteamérica.
En los Estados Unidos se ha tratado de combatir a esta especie con un control biológico, una especie de avispa parasitoide de los huevos, Ooencyrtus kuvanae. Esta avispa es capaz de parasitar a muchas otras especies de lepidópteros. También se han introducido dos especies de escarabajos de la familia Carabidae, dos especies de moscas parasitoides taquínidas (Compsilura concinnata) y otras especies de avispas parasitoides de la familia Ichneumonidae.

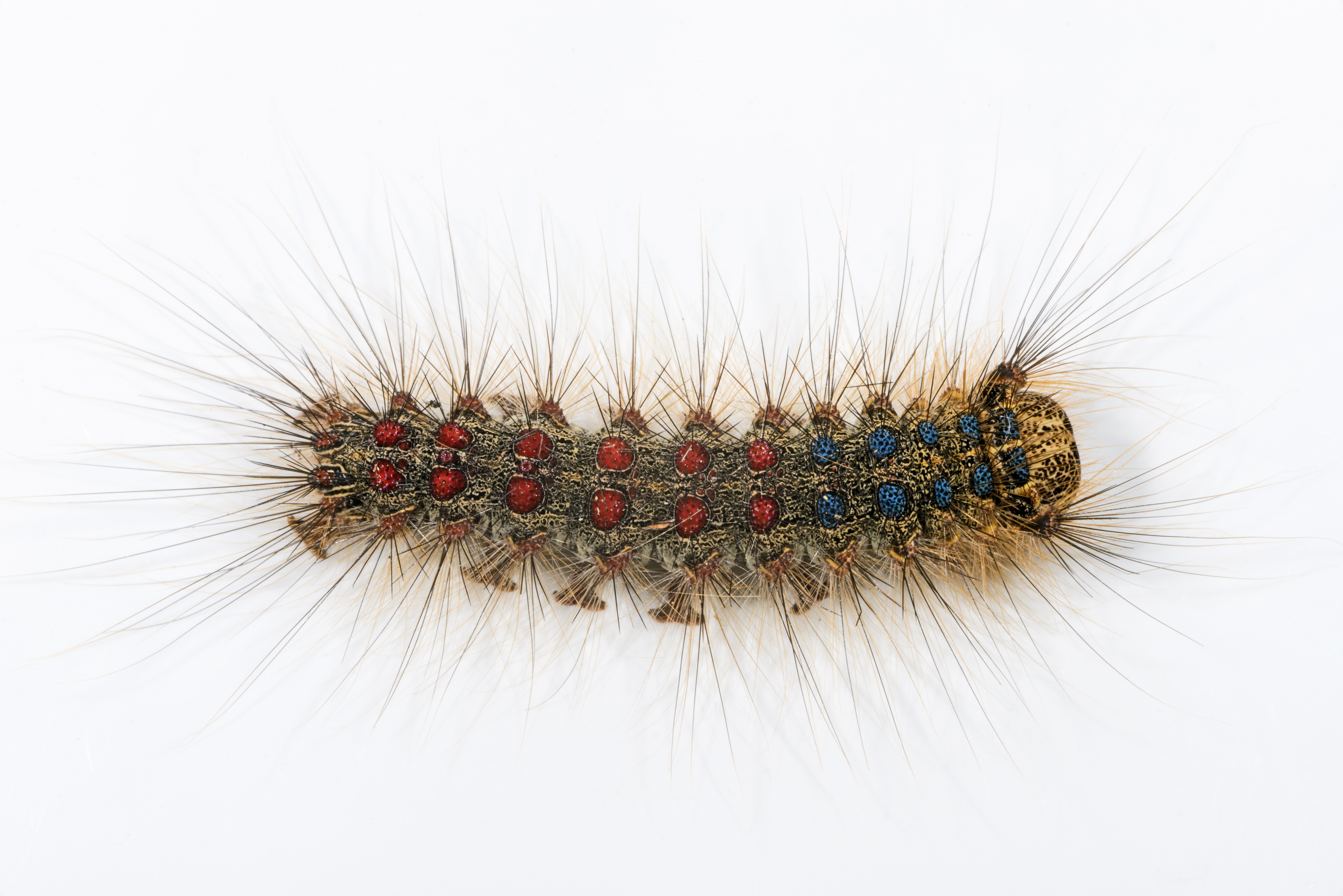
Oruga
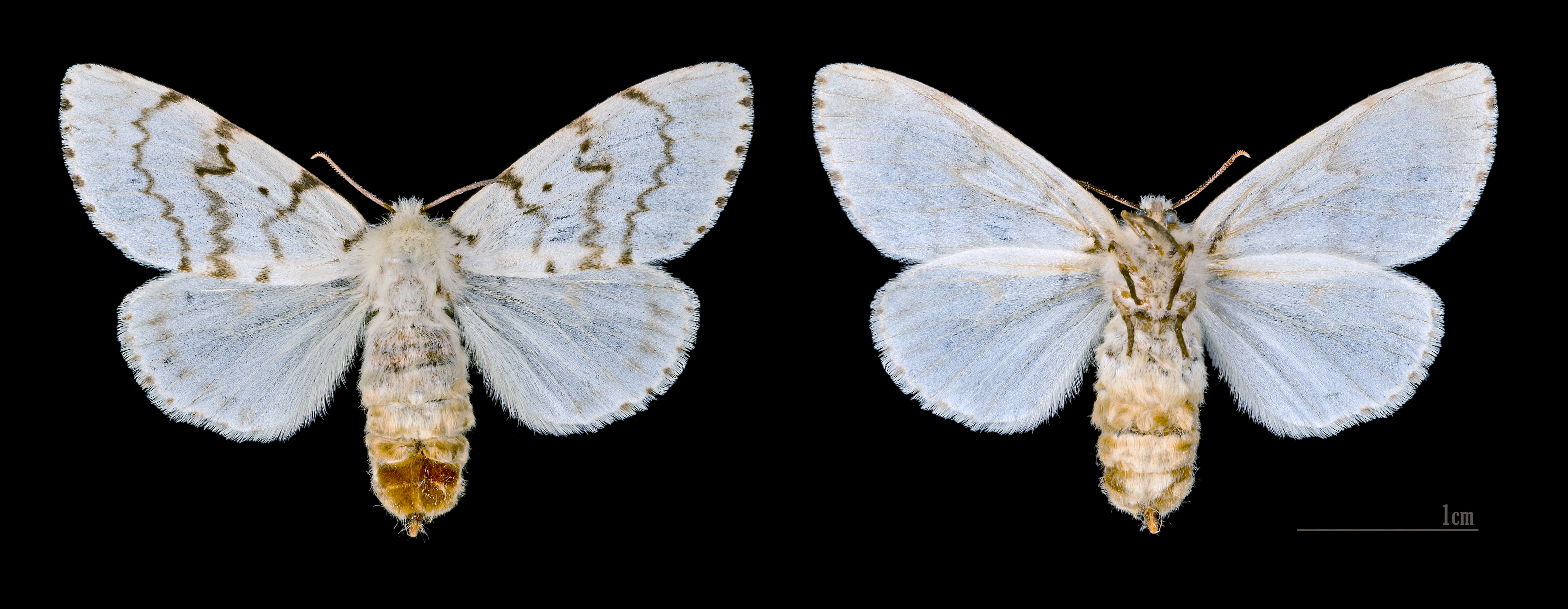
♀
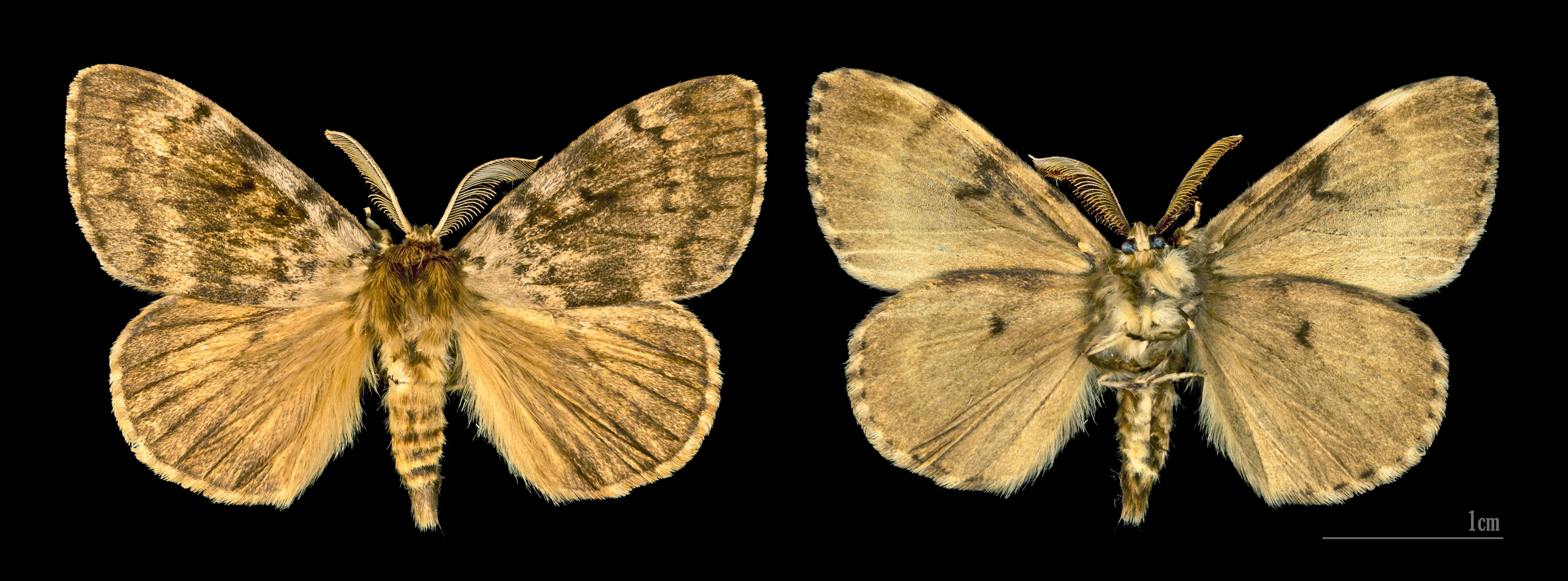
♂